# Sammlung Haubrok
Die Sammlung Haubrok ist eine auf zeitgenössische Konzeptkunst spezialisierte Sammlung der Familie Barbara, Axel und Konstantin Haubrok in Berlin. Sie zählt zu den wichtigsten Sammlungen dieser Art in Deutschland. Zentrale Werke befinden sich als Dauerleihgaben der Haubrok Foundation in der Stiftung Preußischer Kulturbesitz. Die Sammlung wird in unregelmäßigen Abständen an verschiedenen Orten in befristeten Ausstellungen der Öffentlichkeit gezeigt, darunter auch in den eigenen Räumen in der Fahrbereitschaft und am Strausberger Platz in Berlin.

## Sammlung
Nach Anfängen in der abstrakten Malerei liegt der Fokus der Sammlung Haubrok heute auf Konzeptkunst der ersten und zweiten Generation. Sie umfasst medienübergreifend über 1000 Werke zeitgenössischer Kunst, darunter wichtige Arbeiten von Carol Bove, Martin Boyce, Stanley Brouwn, Cerith Wyn Evans, Morgan Fisher, Wade Guyton, Jonathan Monk, Joyce Pensato, Stephen Prina, Karin Sander, Barbara Schmidt Heins, Andreas Slominski, Wolfgang Tillmans, Christopher Williams, Ian Wilson, Haegue Yang und Heimo Zobernig.

## Ausstellungstätigkeit
Bisher wurden mehr als 70 Ausstellungen mit Arbeiten aus der Sammlung Haubrok durchgeführt, darunter in der Xantener Straße, am Strausberger Platz und in der Fahrbereitschaft Berlin. Die Sammlung wurde darüber hinaus im Museum Abteiberg in Mönchengladbach, in den Phoenix Hallen in Hamburg-Harburg, der Galerie Konrad Fischer in Berlin und im Neuen Museum Nürnberg gezeigt. Außerdem wurden Ausstellungen an alternativen Orten wie dem Theater Hebbel am Ufer, der Fondation Hippocrène in Paris oder der Paris Bar in Berlin durchgeführt.

## Haubrok Foundation
Die Haubrok Foundation dient der Förderung zeitgenössischer Kunst. Sie unterstützt die Ausstellungstätigkeit der Sammlung Haubrok und ermöglicht Projekte, Kooperationen und Publikationen mit diversen Künstlern und Künstlerinnen. Den Kapitalstock der Stiftung bilden zeitgenössische Kunstwerke, die sich unter anderem als Dauerleihgabe in der Stiftung Preußischer Kulturbesitz befinden.

## Fahrbereitschaft

### Entwicklung eines Geländes
Nach der Veräußerung von zwei Beratungsunternehmen erwarben Barbara und Axel Haubrok ein Gewerbegelände in Berlin-Lichtenberg, das bis zum Mauerfall als Fuhrpark des ZK der SED diente. Sie entwickelten es zu einem Projektort, an dem sie mehrmals im Jahr international beachtete Ausstellungen organisierten. Die historischen Gebäude wurden denkmalgerecht restauriert und einige an Kleingewerbetreibende bzw. Künstler zu günstigen Konditionen vermietet.
Seit 2017 sollte ein moderner Neubau, geplant vom Architekten Arno Brandlhuber das Ensemble auf dem Gelände in der Herzbergstraße ergänzen. Der Bau wurde jedoch nicht genehmigt. Während auf über 85 Prozent des Geländes produzierende Unternehmen für den Kfz.- und Kreativbereich tätig sind, wurden in den verbleibenden historischen Räumen Werke aus der Sammlung Haubrok, aber auch mit und von anderen Künstlern ausgestellt.

### Differenzen zwischen dem Kunstanliegen und dem Berliner Gewerbebaurecht
Das Lichtenberger Bezirksamt, zuständig für das Gelände, kritisiert, dass hier Kunst und Gewerbe vermischt werden. Die Gesetze sehen für solche Situation eine Trennung der Interessen vor, vor allem, weil in der Nachbarschaft auch Künstler in kleinen Ateliers tätig sind, die sich von den Ausstellungen und den damit verbundenen Besucherströmen verdrängt fühlen. So kam es dazu, dass anfangs mündlich verabredet wurde, nur eine begrenzte Anzahl Ausstellungen pro Jahr zu akzeptieren. Weil damit die Haubroks ihr Anliegen Kunst für alle (ohne Eintrittsgelder) nicht genügend gewürdigt sehen, kam es bereits mehrfach zu Auseinandersetzungen. Im Ergebnis wurde im Frühjahr/Sommer 2018 wurde die Weiterführung der Ausstellungstätigkeit in den Räumen der Fahrbereitschaft komplett untersagt. Nach konstruktiven Gesprächen mit dem Bezirksbürgermeister Lichtenbergs Michael Grunst sowie dem stellvertretenden Bezirksbürgermeister Kevin Hönicke wurde im September 2020 nach zwei Jahren Ausstellungsverbot gemeinsam mit Axel Haubrok ein Letter of Intent unterzeichnet, der kulturelle Aktivitäten auf dem Gelände der Fahrbereitschaft in Zukunft wieder ermöglichen soll.